# Бьюит Монастербойский

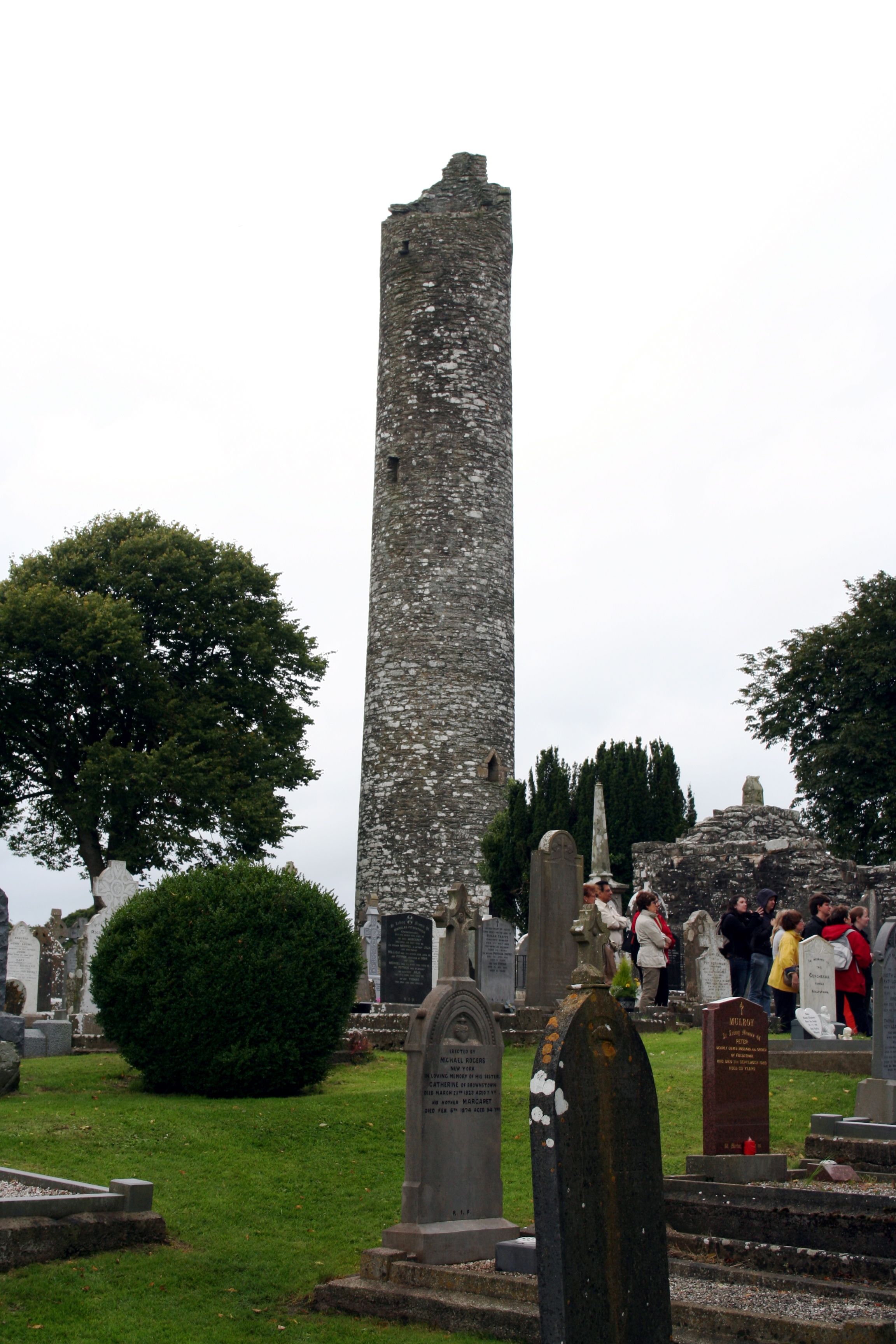
аббатство [Монастербойс, основателем и покровителем которого является святой Бьюит

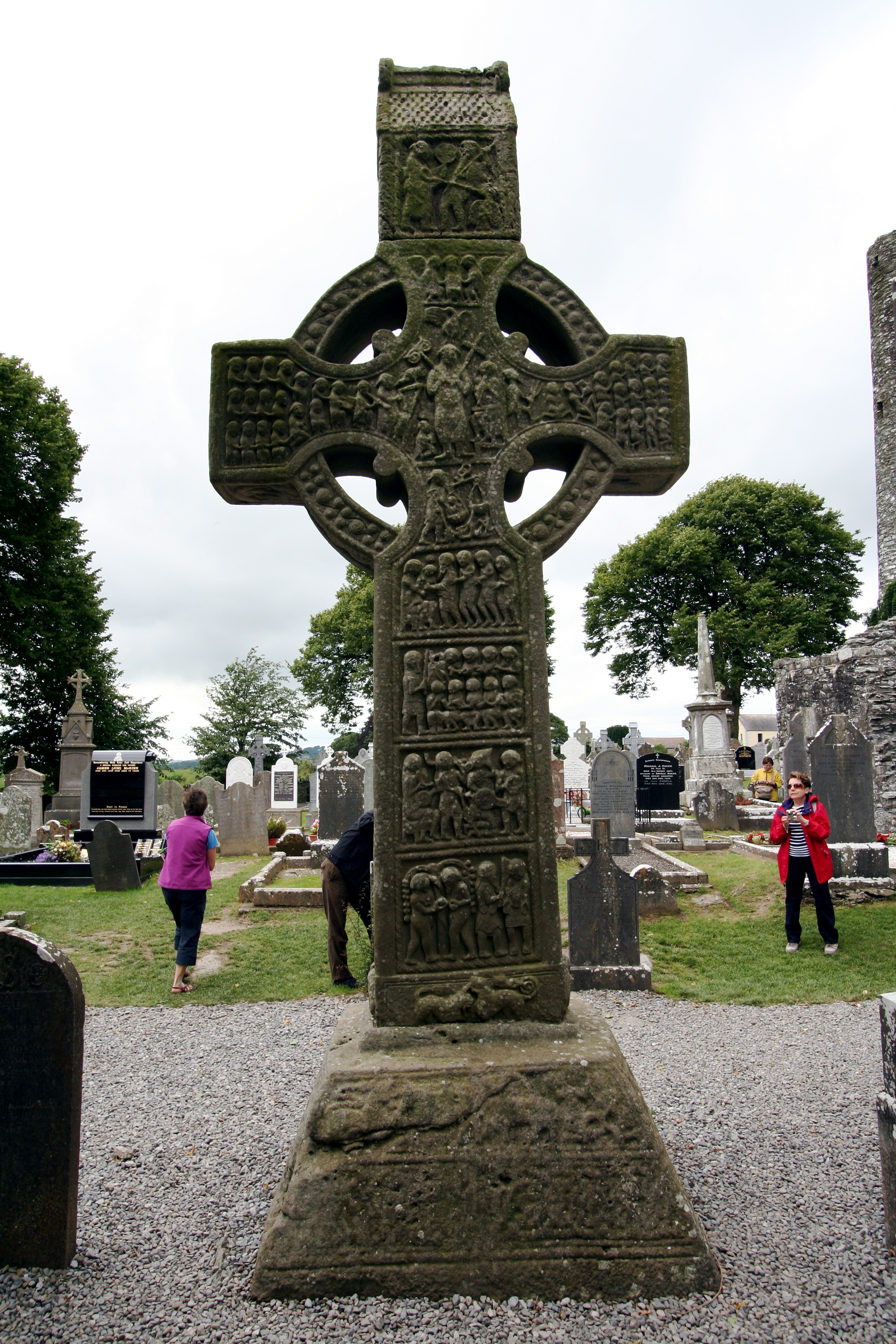
Большой крест Муйредаха

Бьюит (умер в 521 году) — святой чудотворец Монастербойский и Шотландский. День памяти — 7 декабря.

## Биография
Святой Бьюит (Buithe, Buite), или Боэций (Boethius) был шотландцем, проведшим сколько-то лет в Италии и где-то ещё на континенте прежде чем вернуться в Шотландию для евангелизации пиктов. По преданию, святой Бьюит воскресил сына короля пиктов Нехтона I (или, по другим преданиям, самого короля). В благодарность король даровал ему храм Карбуддо (Carbuddo, «Castrum Butthi»), который стал носить имя святого. Изначально его называли Киркбуддо (Kirkbuddo), или церковь Бьюта.
Около 500 года святой Бьит основал школу в Монастербойсе (Monasterboice), графство Лаут, сыгравшую большую роль в IX и X веках во время нашествия викингов, разрушавших великие школы Ирландии. Эта школа известна своей скульптурой. Всемирно известен крест из Монастербойса. Ученики излагали Священное Писание непосредственно на крестах, давая тем самым визуальный язык, не столь подверженный разрушению, как книги. Два из этих крестов, в частности, крест Муйредаха, воздвигнутый в 923 году, сохранились в Монастербойсе. Четырнадцать исторических поэм настоятеля Фланна Майнистреха (XI век) также сохранились в старых ирландский книгах, особенно в Лейнстерской книге.

## Тропарь, глас 8
Great wonderworker and ascetic, O Father Buithe, who by the power of thy prayers didst restore the slain to life,/
intercede with Christ our God that He will grant us life eternal in the realms of the blessed.